# Карпово (Панинский сельсовет)
Ка́рпово — деревня в Белозерском районе Вологодской области.
Входит в состав Панинского сельского поселения, с точки зрения административно-территориального деления — в Панинский сельсовет.
Расстояние по автодороге до районного центра Белозерска составляет 79 км, до центра муниципального образования деревни Панинская — 12 км. Ближайшие населённые пункты — Бараково, Мыстино, Урицкое.
До Великой Отечественной войны в деревне было 74 хозяйства, в 1939 году проживало 238 человек. Были колхозы «Красная звезда», «Родина» и «Восход».
Население по данным переписи 2002 года — 31 человек (16 мужчин, 15 женщин). Всё население — русские.